# Рейма Пієтіля
Рейма Пієтіля (фін. Reima Pietilä, 25 серпня 1923 — 26 серпня 1993) — фінський архітектор, один з представників органічної архітектури. Над більшою частиною проектів він працював разом зі своєю дружиною Райлі (Raili Pietilä, народилася 15 серпня 1926).

## Біографія
Реймі Пієтіля народився в 1923 році в Турку. Його старшою сестрою була художниця і графік Тууліккі Пієтіля, одна з творців мумі-тролів.
Першою великою роботою Пієтіля став фінський павільйон на Всесвітній виставці 1958 року в Брюсселі. У 1959 році Пієтіля виграв конкурс на будівництво церкви в Тампере (будівництво закінчене в 1966 році). Церква Калева, монументальна бетонна будова у формі риби (прадавній символ християнства), за рахунок зламаних стін, високих вертикальних вікон і дерев'яної скульптурної композиції біля східного вікна створює усередині особливий простір. Церква Калева стала вододілом в творчості Пієтіля: з цієї миті він узяв курс у бік європейської  експресіоністської традиції. У тому ж 1966 році був завершений студентський клуб «Диполі» в Отаніємі (район Еспоо), яскравий приклад органічної архітектури в творчості Пієтіля. Будівля, яка немов постає з кам'яних брил, стала продовженням природного ландшафту. З 1967 по 1969 рік Пієтіля побудував першу чергу житлового комплексу Сувікумпу в Тапіолі (район Еспоо), який продовжує традиції органічної архітектури. Комплекс, що складається з трьох груп будівель, вписаний в ландшафт навколо пагорба, а зелені бетонні конструкції і біла штукатурка дозволяють будівлям вписатися в лісові масиви, що оточують їх.
На початку 1970-х Пієтіля майже не мав проектів. Однією з найвідоміших робіт останніх років стала міська бібліотека Тампере (1978–1986). По визнанню Пієтіля, на проект його надихнули два образи — токуючий глухар і раковина молюска. У 1987 році в підвалі бібліотеки отримав постійну прописку Музей мумі-тролів.

## Фототека

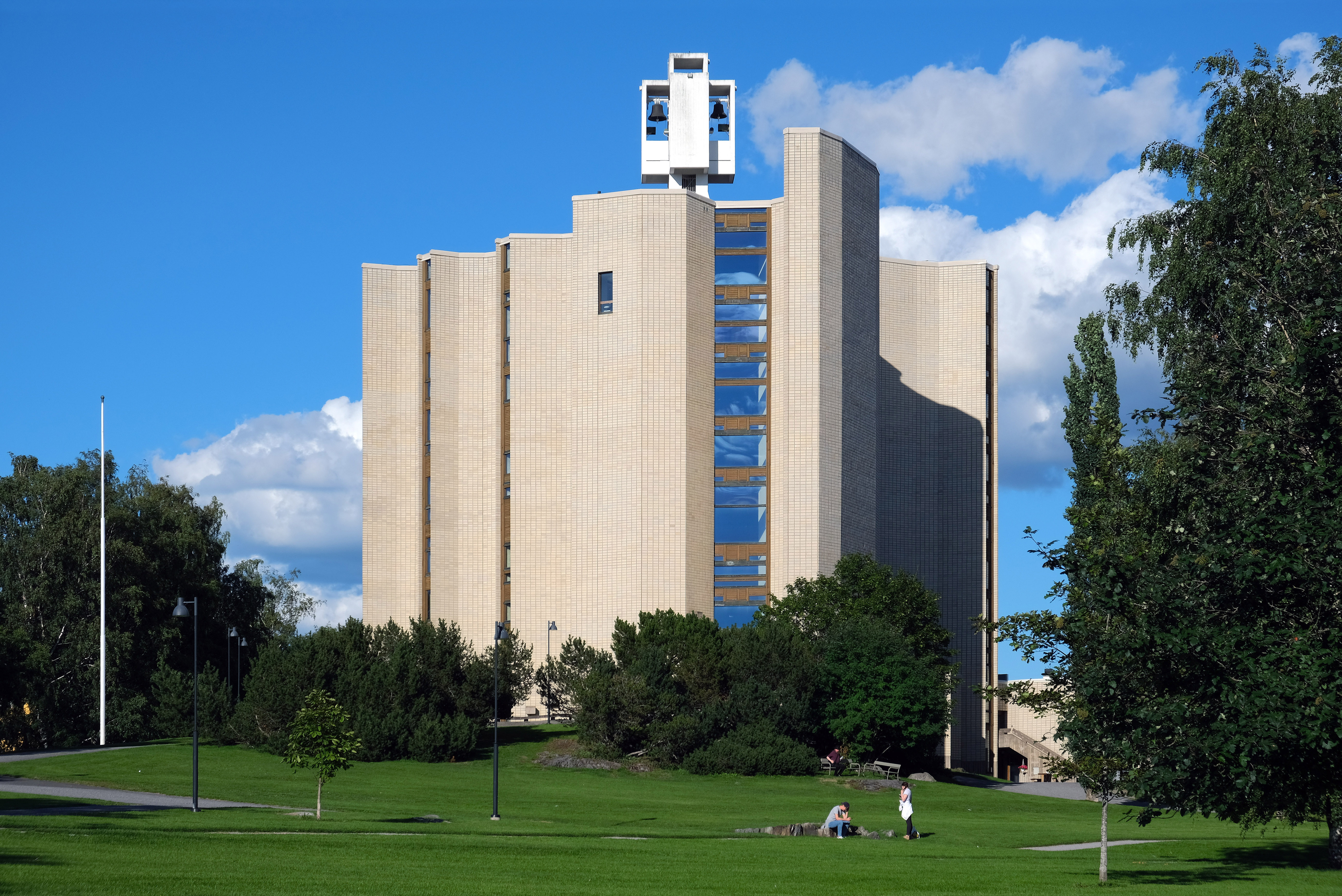
Церква Калева, Тампере
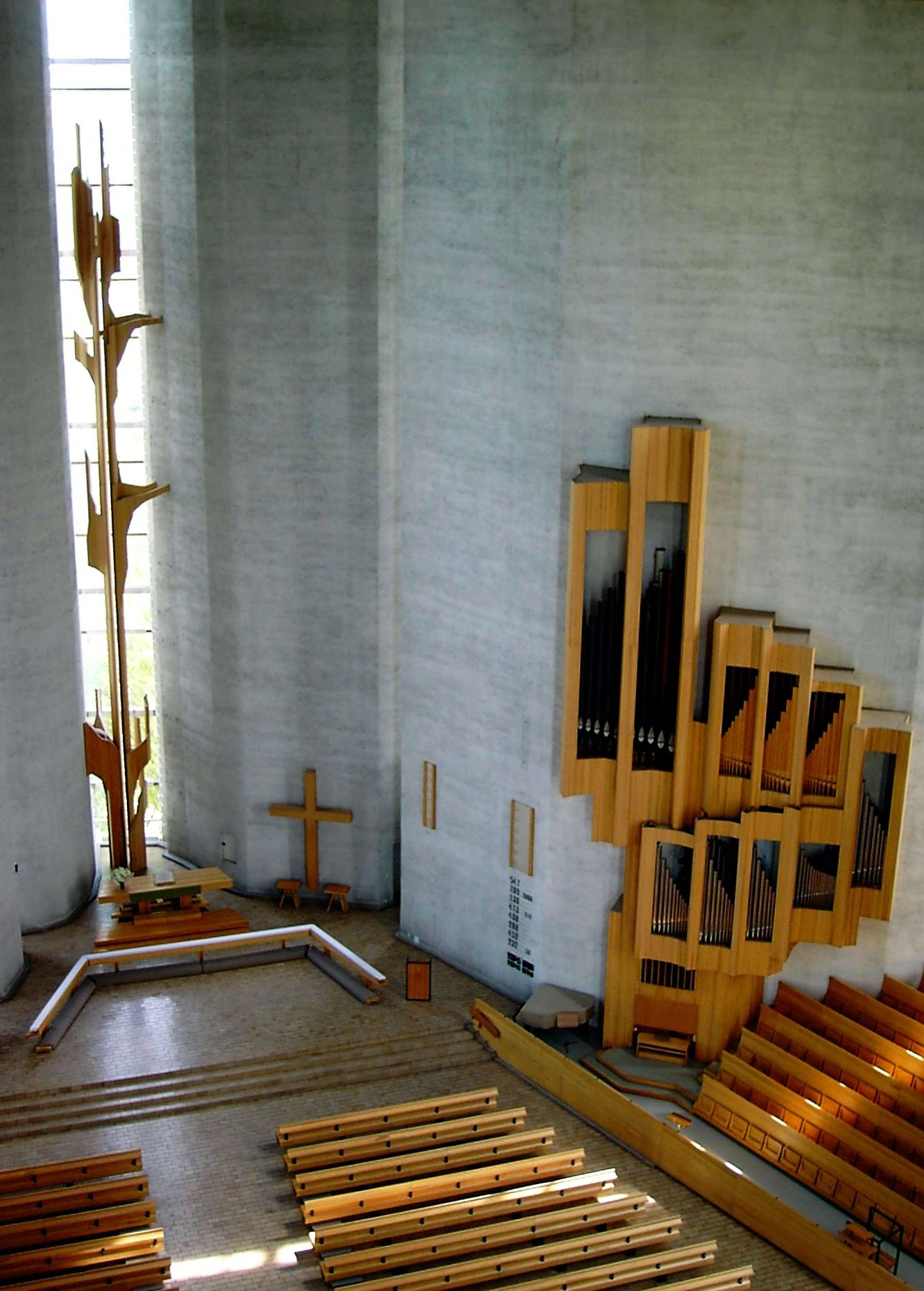
Вівтар церкви Калева
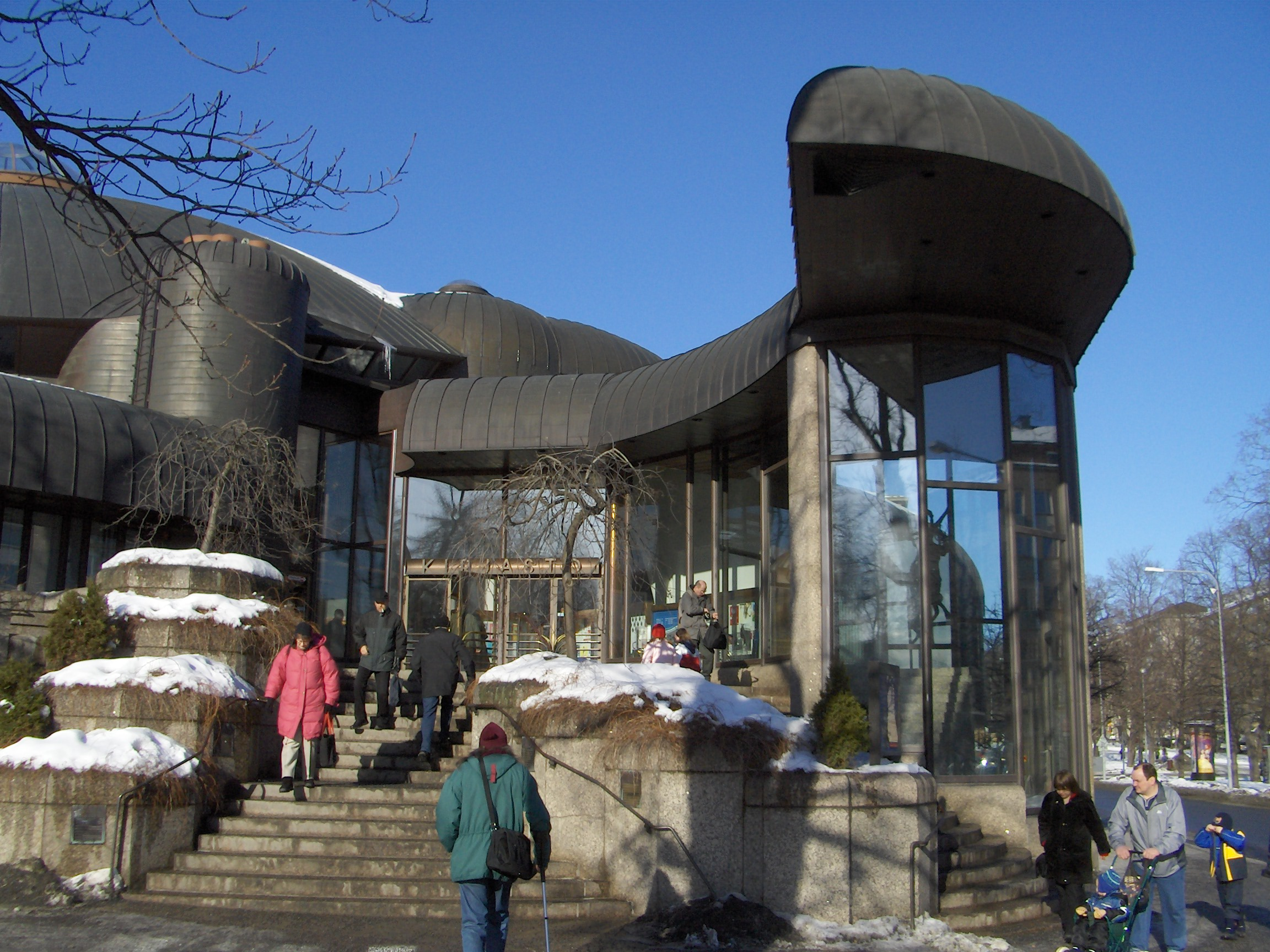
Міська бібліотека Метсо (Тампере)
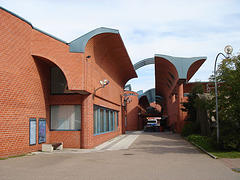
Культурний центр в районі Херванта, Тампере